# Giulio Lorenzetti
Giulio Lorenzetti (Venezia, 1º giugno 1885 – Venezia, 8 giugno 1951) è stato uno scrittore e critico d'arte italiano.

## Biografia
Appartenente ad una famiglia colta e di artisti, figlio di uno scultore, Lorenzetti si formò culturalmente frequentando l'Università degli Studi di Padova, laureandosi nel 1908 con una tesi su Jacopo Sansovino, e si perfezionò artisticamente a Roma fino al 1911, seguendo le lezioni di Adolfo Venturi, che può essere considerato il fondatore della disciplina storico-artistica a livello universitario in Italia, da cui apprese il metodo critico contemporaneo più diffuso.
La sua carriera incominciò nel 1912, quando ottenne la carica di assistente alla direzione del Museo Civico di Venezia, divenendone direttore nel 1934.
Negli stessi anni Lorenzetti insegnò storia dell'arte alla facoltà di architettura di Venezia.
Lorenzetti si dedicò soprattutto allo studio della scultura veneziana, come quella di Jacopo Sansovino e di Alessandro Vittoria.
Durante la sua carriera Lorenzetti collaborò con un centinaio di pubblicazioni di prevalente orientamento storico caratterizzate dalla diffusione di notizie inedite, dalla valorizzazione di opere d'arte poco note, dall'approfondimento di collezioni, musei e monumenti.
Lorenzetti realizzò studi sul cortile dell'Università di Padova, sulla Loggetta del campanile di San Marco, sui monumenti di Torcello come pure sulla scoperta del vero autore del Palazzo Papadopoli e sul più importante scultore del Settecento veneziano, Giovanni Maria Morlaiter.
Per quanto riguarda la pittura sono da menzionare il saggio sulla giovinezza di Jacopo Bassano e diversi studi tintoretteschi e tiepoleschi, oltre al saggio sulla storia dell'incisione veneziana del Settecento.
Lorenzetti evidenziò una grande passione nei riguardi delle cosiddette arti minori, come risultarono i suoi studi sui vetri di Murano, sulle lacche, sulle maioliche e le argenterie venete del Settecento.
Durante la sua carriera Lorenzetti partecipò all'ordinamento di Ca' Rezzonico, del Museo Vetrario di Murano, della Galleria d'Arte Moderna e nella sistemazione del Museo del Risorgimento.
Curò un'edizione critica del Dialogo sulla pittura del Pino. Altre pubblicazioni concernenti specialmente l'arte veneziana sono: il Quaderno dei disegni del Tiepolo del Museo Correr di Venezia, nel 1926 la pregevole e nota guida Venezia e il suo estuario (Milano, 1926); La scuola grande di San Giovanni Evangelista (Venezia, 1929); Vetri di Murano (Bergamo, 1932); La collezione dei Conti Donà delle Rose (catalogo, Venezia, 1934); Ca' Rezzonico - Il Palazzo Settecentesco veneziano (Venezia, 1936); La mostra del Tintoretto a Ca' Pesaro (Venezia, 1937); Festa e maschere veneziane a Ca' Rezzonico (catalogo, Venezia, 1937); Lacche veneziane del Settecento (catalogo, Venezia, 1938); Maioliche venete del Settecento (catalogo, Venezia, 1939); Torcello. La sua storia e i suoi monumenti (Venezia, 1939); Il quaderno dei Tiepolo al Museo Correr di Venezia (Venezia, 1936); La pittura italiana del Settecento (Novara, 1942); Il museo vetrario di Murano (catalogo, Venezia, 1952).
(Giulio Lorenzetti, 1926)